# Экхольм, Давид
Давид Экхольм (швед. David Ekholm; 16 января 1979, Эксхерад, Вермланд) — шведский биатлонист. Серебряный призёр чемпионата мира 2009 года в смешанной эстафете. Участник пяти чемпионатов мира и Олимпийских игр в Турине.
Начал заниматься биатлоном в 1993 году, член национальной команды с 2002 года.
Наилучшим результатом в личных гонках является 5-е место в индивидуальной гонке на чемпионате мира 2009.
В 2009 году в смешанной эстафете завоевал свою единственную награду с чемпионатов мира — серебряную медаль.
В июле 2010 года женился на шведской биатлонистке Хелене Юнссон.
Завершил карьеру в 2010 году.

## Кубок мира
- 2008—2009 — 41-е место
- 2007—2008 — 69-е место
- 2006—2007 — 67-е место
- 2005—2006 — 62-е место